# Save Me (Gotye)
Save Me è un singolo del cantautore Gotye, pubblicato nel 2012 ed estratto dall'album Making Mirrors.

## Tracce
- Download digitale

1. Save Me – 3:53